# Reial Institut d'Estudis Asturians

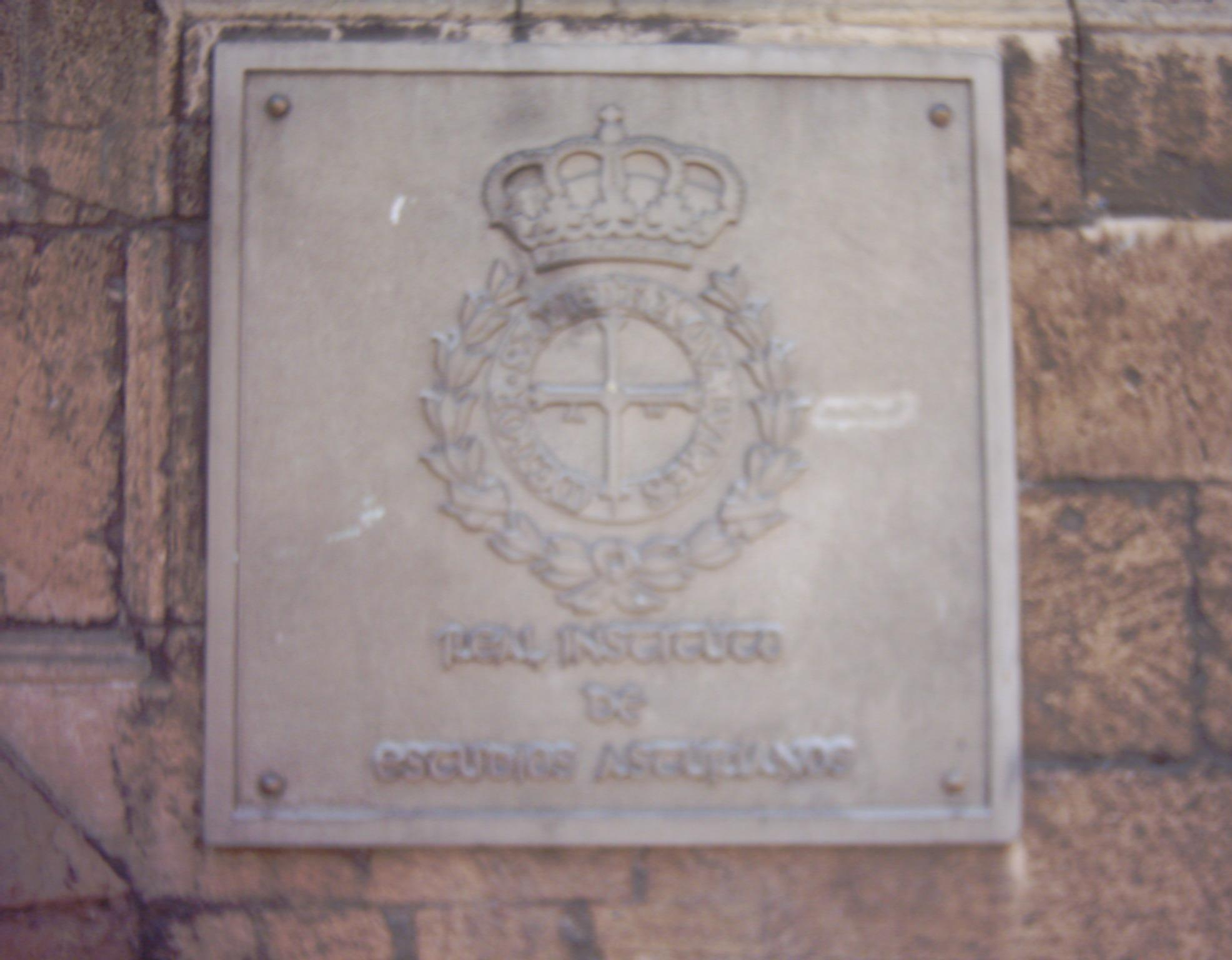
Placa a la porta de la seu del RIDEA.

El Reial Institut d'Estudis Asturians o RIDEA (en asturlleonès, Real Institutu d'Estudios Asturianos) és un organisme públic cultural de la comunitat autònoma del Principat d'Astúries que depèn de la Diputació i està subordinat al Patronat Jsé Mª Cuadrado del CSIC. Els objectius d'aquesta entitat són: la recerca, el foment i l'orientació dels treballs i estudis relatius al patrimoni científic, cultural i artístic del Principat d'Astúries i el foment de la cooperació dels organismes públics de la comunitat autònoma i les institucions culturals, grups socials i centres asturias d'Espanya i l'estranger per a investigar i divulgar la cultura de la regió.

## Història
L'interès per a constituir aquesta entitat va nàixer amb l'Acord de la Diputació en sessió de 2 de juny de 1945. Es creà formalment l'ens el 10 d'octubre de 1945, quan els estatuts foren aprovats. Els estatuts de l'entitat foren modificats amb el pas del temps.
La LLei 7/1988, de 5 de desembre, modificà aquests estatuts, reorganitzant l'institut. El 8 de febrer de 1992, el Rei d'Espanya li va concedir el títol de Reial.

## Òrgans de govern
L'institut té els següents òrgans de govern:
- Director: Elegit pel Consell General i és responsable del funcionament de l'institut. És assistit per un subdirector.
- Consell General: Òrgan col·legiat suprem. Format pel Director i 49 membres numerarirs, dels quals 20 en són permanents (elegits pel Consell General) i 21 representants d'institucions que els designa (Universitat d'Oviedo, Col·legis Professionals, Junta General del Principat d'Astúries, Consell de Comunitats Asturianes, Acadèmia de la Llengua Asturiana i Fundacions privades de cultura, Acadèmies i Assosiacions culturals). S'afegeixxen els membres d'honor, emèrits i corresponents amb veu i sense vot.
- Junta Permanent: Coordina i activa les funcions de l'institut. Formada pel Director (com a president), el Subdirector (com a Vicepresident), els Presidents de les Comissions d'Estudi i dels Centres d'Investigació, elegits entre els membres de nombre permanents, i el Secretari General.
- President d'Honor: Felip de Borbó i Grècia
- President Nat: el conseller de Cultura